# Saint-André-de-l'Épine
Saint-André-de-l'Épine är en kommun i departementet Manche i regionen Normandie i norra Frankrike. Kommunen ligger i kantonen Saint-Clair-sur-l'Elle som tillhör arrondissementet Saint-Lô. År 2022 hade Saint-André-de-l'Épine 553 invånare.

## Befolkningsutveckling
Antalet invånare i kommunen Saint-André-de-l'Épine
| Referens: INSEE |